# حشره‌خوار پاکوچک
 حشره‌خوار پاکوچک (نام علمی: Crocidura parvipes) نام یک گونه از سرده حشره‌خوارهای دندان‌سفید است.